# Cornus kousa
Cornus kousa (Cornus kousa or Benthamidia kousa) es una especie de árbol caducifolio perteneciente a la familia Cornaceae, comúnmente llamado Cornejo de Kousa o Cornejo japonés

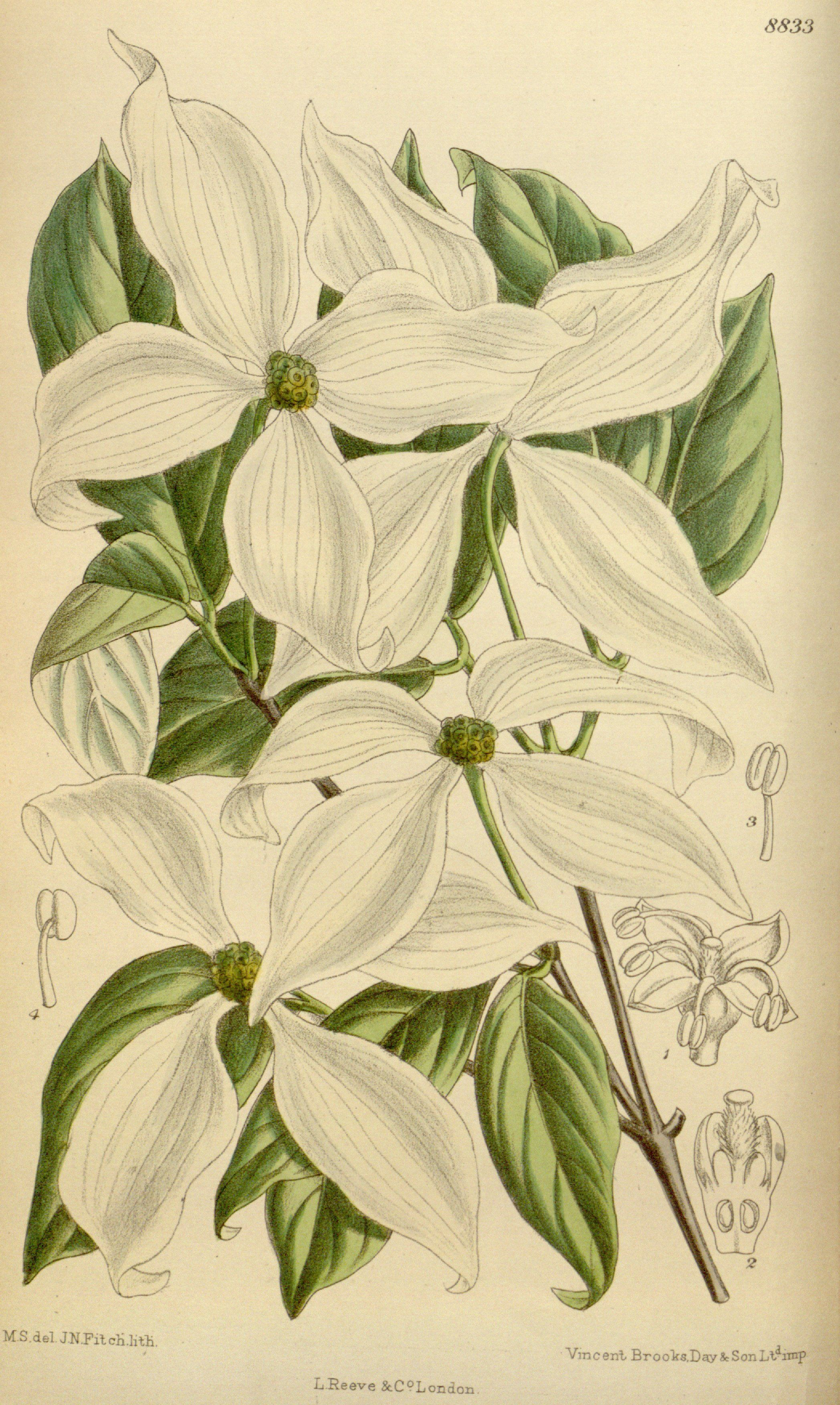
Ilustración

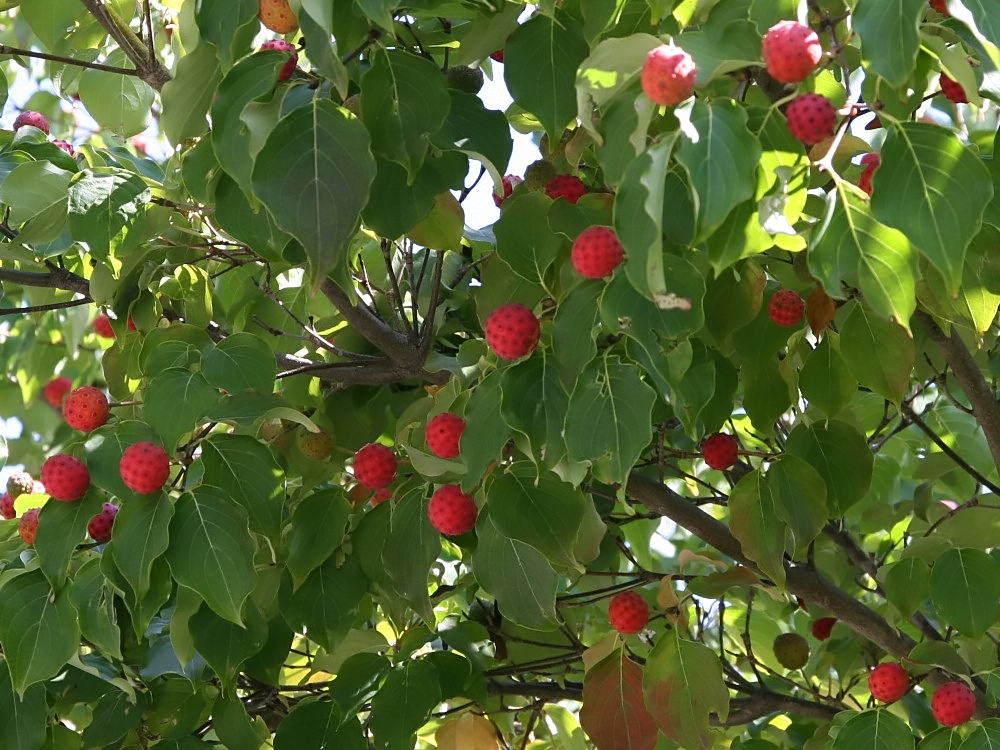
Follaje y frutos

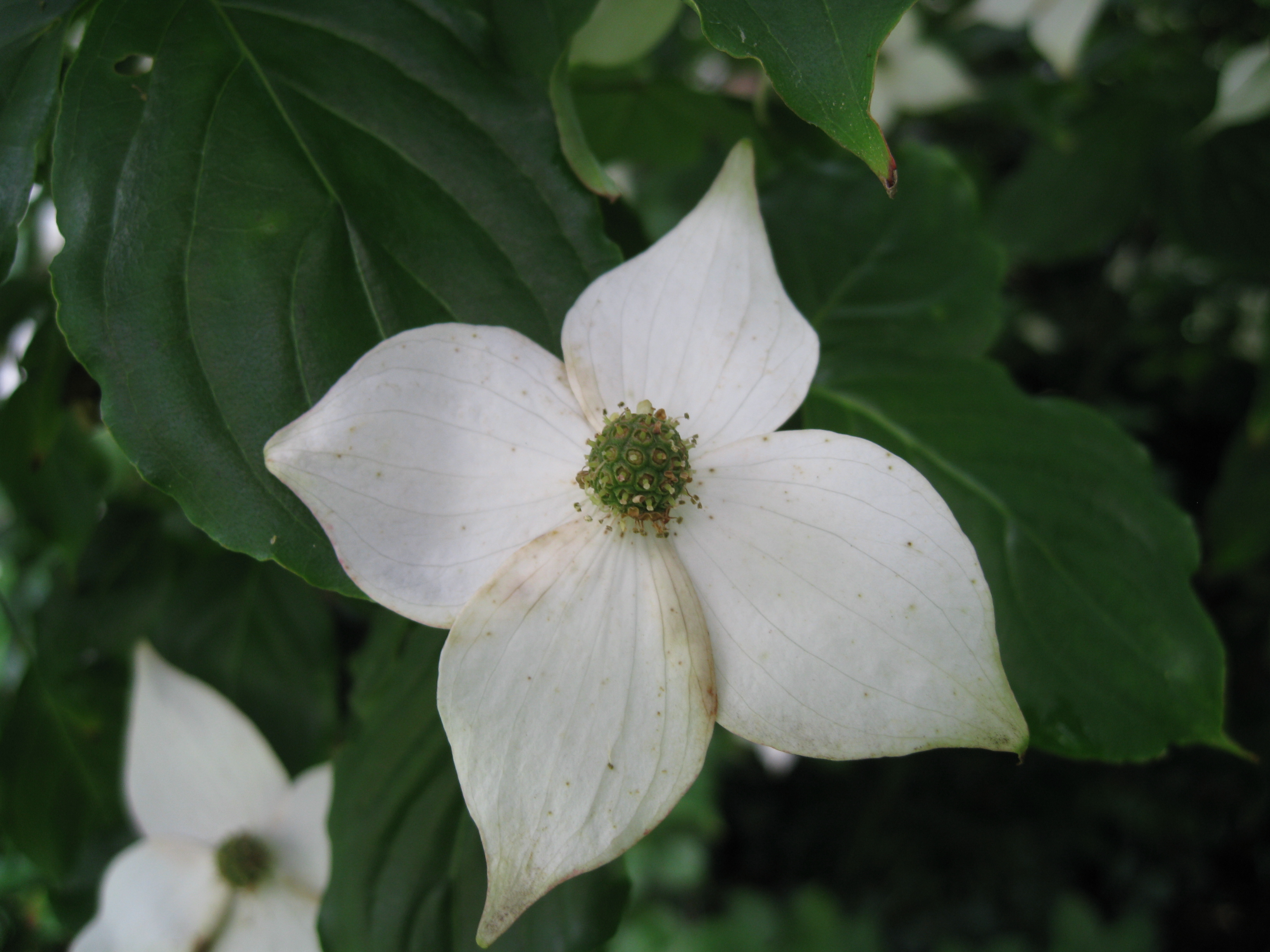
Detalle de la flor

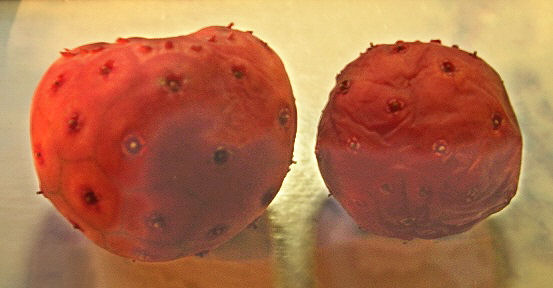
Fruto

## Descripción
Es un pequeño árbol caduco que alcanza un tamaño de 8-12 m de altura, nativo del este de Asia. Como la mayoría de cerezos silvestres, tiene las hojas opuestas, simples de 4-10 cm de largo. El árbol es muy llamativo cuando se encuentra en la floración, pero lo que parecen ser flores de cuatro pétalos blancos son en realidad brácteas completamente abiertas debajo del racimo de color amarillo verdoso. Las flores aparecen en primavera. El fruto es globoso una baya comestible de color rosa a roja de 2-3 cm de diámetro, aunque estas bayas tienden a crecer más hacia el final de la temporada. 

## Usos
El fruto comestible, presenta un sabor dulce, y se puede consumir en diversas preparaciones.  La fruta se utiliza a veces para hacer el vino.
Igualmente se utiliza como árbol de valor ornamental.

## Plagas
Es resistente a la enfermedad de la antracnosis, causada por el hongo Discula destructiva, a diferencia de C. florida, que es muy susceptible y comúnmente matado por ella; por esta razón, C. kousa está siendo ampliamente plantado como un árbol ornamental en las zonas afectadas por la enfermedad. Un número de híbridos entre C. kousa y C. Florida también han sido seleccionados por su resistencia a las enfermedades y la aparición de flores.
El follaje de otoño es de un color rojo llamativo.

## Taxonomía
Cornus kousa fue descrita por F.Buerger ex Miq. y publicado en Annales Museum Botanicum Lugduno-Batavi 2: 159. 1865.
Etimología
Cornus: nombre genérico latino para el cornejo.
kousa: epíteto
Variedades
- Cornus kousa var. kousa.[8] Leaves 4–7 cm; flower bracts 3–5 cm. Japan, Korea.
- Cornus kousa var. chinensis (en chino, 四照花; pinyin, sì zhào huā).[9]

Sinonimia
- Benthamia kousa (F.Buerger ex Hance) Nakai
- Cynoxylon kousa (F.Buerger ex Hance) Nakai

subsp. chinensis (Osborn) Q.Y.Xiang
- Benthamidia japonica var. chinensis (Osborn) H.Har
- Benthamidia sinensis (Nakai) T.Yamaz.
- Cornus kousa var. chinensis Osborn
- Cornus kousa var. leucotricha (W.P.Fang & Y.T.Hsieh) Q.Y.Xiang
- Cynoxylon pseudokousa Pojark.
- Cynoxylon sinense Nakai
- Dendrobenthamia japonica var. chinensis (Osborn) W.P.Fang
- Dendrobenthamia japonica var. huaxiensis W.P.Fang & W.K.Hu
- Dendrobenthamia japonica var. leucotricha W.P.Fang & Y.T.Hsieh

subsp. kousa
- Benthamia japonica Siebold & Zucc.
- Benthamia japonica var. exsucca Nakai
- Benthamia japonica var. minor Nakai
- Benthamia viridis Nakai
- Benthamidia japonica (Siebold & Zucc.) H.Hara
- Cornus japonica DC.
- Cornus japonica (Siebold & Zucc.) Koehne
- Cynoxylon japonica (Siebold & Zucc.) Nakai
- Cynoxylon japonicum (Siebold & Zucc.) Nakai
- Dendrobenthamia japonica (Siebold & Zucc.) Hutch.
- Viburnum japonicum (Thunb.) C.K. Spreng.[10]